# 3-Demon
3-Demon (также известна как Monster Maze) — компьютерная игра 1983 года для платформы DOS, использующая трёхмерную графику с каркасными моделями, основанную на игре Pac-Man.

## Игровой процесс
Игрок бродит по трёхмерному лабиринту, подбирая («съедая») лежащие на полу прямоугольники и пытаясь не встретиться с красными призраками (которые съедают игрока). Подобрав особый прямоугольник, игрок превращает красных призраков в зелёных, которых он может съедать, получая дополнительные очки.
Игра включает несколько уровней; с каждым уровнем монстры становятся более быстрыми и «умными».

## Музыка
В игре использовалась мелодия «Maple-Leaf Rag» Скотта Джоплина, которая звучала на титульном экране и экране высших достижений; игровой процесс музыкой не сопровождался.
Исследователями отмечается, что хотя воспроизводимая игрой версия мелодии значительно отличается от оригинала, требующего использования синкопирования, она является узнаваемой, несёт в себе коннотацию новизны и вызывает у игрока ожидания, связанные с получением удовольствия от игры.

## Восприятие
3-Demon является одной из первых компьютерных игр, использовавших трёхмерную графику и вид от первого лица.
Обозревателем сайта IGN 3-Demon поставлен № 1 в списке лучших клонов Pac-Man.